# بيتر جاكوبسون (شاعر)
بيتر جاكوبسون (بالإنجليزية: Peter Jacobson)‏ هو شاعر نيوزيلندي، ولد في 29 نوفمبر 1925، وتوفي في 14 فبراير 1998.